# Lumberton (Carolina del Nord)
Lumberton és una població dels Estats Units i seu del comtat de Robeson a l'estat de Carolina del Nord. Segons el cens del 2000 tenia 20.795 omtat de habitants.

## Demografia
Segons el cens del 2000, Lumberton tenia 20.795 habitants, 7.827 habitatges i 5.165 famílies. La densitat de població era de 510,8 habitants per km².
Dels 7.827 habitatges en un 32,2% hi vivien nens de menys de 18 anys, en un 38,8% hi vivien parelles casades, en un 23% dones solteres, i en un 34% no eren unitats familiars. En el 29,9% dels habitatges hi vivien persones soles el 12,6% de les quals corresponia a persones de 65 anys o més que vivien soles. El nombre mitjà de persones vivint en cada habitatge era de 2,44 i el nombre mitjà de persones que vivien en cada família era de 3,01.
Per edats la població es repartia de la següent manera: un 26,3% tenia menys de 18 anys, un 9,3% entre 18 i 24, un 28,2% entre 25 i 44, un 21,3% de 45 a 60 i un 14,8% 65 anys o més.
L'edat mediana era de 35 anys. Per cada 100 dones de 18 o més anys hi havia 85,8 homes.
La renda mediana per habitatge era de 26.782 $ i la renda mediana per família de 33.839 $. Els homes tenien una renda mediana de 28.903 $ mentre que les dones 24.503 $. La renda per capita de la població era de 15.504 $. Entorn del 23,9% de les famílies i el 25,9% de la població estaven per davall del llindar de pobresa.

## Poblacions més properes
El següent diagrama mostra les poblacions més properes.